# Animal Mechanicals
Animal Mechanicals (Mecanimales en Hispanoamérica y Animales mecánicos en España) es una serie de televisión infantil animada en CGI producida por Halifax Film Company y Decode Entertainment (hoy WildBrain desde 2019). En Canadá, la serie estrenó el 1 de septiembre de 2008 en CBC Television, y terminó el 26 de enero de 2011. En Latinoamérica, la serie se estrenó en 2009 y terminó en 2013 en Discovery Kids. En Estados Unidos, la serie se estrenó en 2010 en The Hub, lo que ahora es Discovery Family.
De acuerdo a las páginas web de Halifax Film Company y Decode Entertainment: "Animal Mechanicals es una serie de acción y aventura dirigida a preescolares, que combina la excitación de un rally de autos monstruo con el mundo fantástico de los animales míticos en aventuras divertidas."
Los cinco protagonistas Rex, Unicornio, Komodo, Mouse y Sasquatch, viven en un mundo de piezas intercambiables donde todo, incluso ellos, pueden cambiar de forma (o transformarse). Los personajes viven en un edificio en forma de tigre gigante. Aquí, al principio de cada episodio, obtienen su misión de la Gran Búho, quien muestra imágenes en sus ojos. Durante la aventura tienen que viajar a otra isla en su mundo, deslizándose por resbaladillas/toboganes. La misión consiste en resolver una serie de pequeños retos, para lo que tienen que transformarse y usar sus diversas habilidades mecánicas.
Decode Entertainment también ha producido otras series para niños como Martha habla y Save-Ums.
Animal Mechanicals se transmite en Latinoamérica como Mecanimales en Discovery Kids en 19 de enero de 2009 y también por Semillitas y en España como Animales Mecánicos por Clan y también en Canal Panda.
En 2019, la serie se revivió con el lanzamiento de nuevos webshorts no verbales producidos por WildBrain Spark Studios, una subsidiaria de WildBrain que produce contenido original para WildBrain Spark.

## Personajes
- Rex: Es un tiranosaurio verde. Su capacidad es la fuerza, que es denominada Mecani Fuerte (Hispanoamérica)/Mecánico Forzudo (España). A menudo, cuando se utiliza esta habilidad, Unicornio/Unicornia se refiere a él como fuerte como un tiranosaurio de titanio, que junto con su nombre y la forma bípeda, indicaría que se trata de un robot Tiranosaurio Rex hecho de un elemento químico. Él es el líder de los Mecanimales/animales mecánicos cuando están en su viaje a su misión. Cuando se transforma, se convierte en un cruce entre un camión, una carretilla elevadora, un tractor y una excavadora. También tiene una gran obsesión por la comida. Cuando los Mecanimales/animales mecánicos necesitan de él, dice '¡Soy el Mecanimal/animal mecánico para este trabajo!'. Cuando Unicornio/Unicornia usa su cuerno mágico para tal situación, pregunta 'Qué hace?'.

- Unicornio (Hispanoamérica)/Unicornia (España): Su capacidad es el vuelo, que es denominada Mecani Volador (Hispanoamérica)/Mecánica Voladora (España). Es un unicornio rosa que puede volar. Ella es la única de los Mecanimales/animales mecánicos que no camina en dos patas. El cuerno en su cabeza se puede hacer a parpadear como un faro, lo que permite a otras criaturas para que la siguiera mientras ella está volando. Al volar, sus piernas se doblan hacia atrás y sus cascos convertido en cohetes, empujándola a través del aire. Sus alas son generalmente dobladas a lo largo de la espalda, menos cuando está en uso, sino que son fijados de alas, en vez del aleteo de las alas, similar. Cuando se utiliza su habilidad, su mejor amiga Mouse/Ratona se refiere a ella diciendo '¡Unicornio/Unicornia es genial/la mejor!' o 'Está usando su cuerno mágico para...'. Cuando se transforma, se convierte en un cruce entre un avión y un cohete.

- Komodo: Su capacidad son las herramientas, que es denominada Mecani Gizmo (Hispanoamérica)/Mecánico Artilugio (España). Es un dragón de Komodo rojo que camina en dos patas y tiene grandes y cuadradas gafas azules. Puede cambiar su cola en una selección de herramientas, tales como un pico, una llave inglesa, una sierra, un martillo o un destornillador. A menudo, cuando se utiliza esta habilidad, Unicornio/Unicornia se refiere a él como "una herramienta perfecta". Esto, sin embargo, implica el trabajar hacia atrás a la línea del problema, lo que le obligó a doblar casi a la mitad para poder ver lo que está haciendo. Él ha demostrado ser muy inteligente, a menudo averiguar los pequeños detalles del problema en la isla. A menudo tiene que advertirle a Sasquatch/Pies Grandes sobre los enredos, aunque casi siempre se niega en hacerle caso, y es el único Mecanimal/animal mecánico que tiene más de una secuencia de material de archivo. Cuando aparece una herramienta innecesaria, dice 'No'. Como broma corriente para cada vez que usa sus poderes, se elige algo al azar por error, incluyendo un patito de goma, un bocadillo, un osito de peluche, su ropa interior, entre otros. Cuando aparece la herramienta necesaria, dice '¡Ajá, una poderosa...al rescate!'. Después de que la Gran Búho/Lechuza de la Isla explique su misión, dice 'Sí'. Cuando Sasquatch/Pies Grandes hace algo contra las reglas de la misión, dice '¡Sasquatch, recuerda lo que dijo la Gran Búho!/¡Pies grandes, recuerda lo que dijo la lechuza!'. Siempre encuentra algo imposible, pero nada es imposible para los Mecanimales/animales mecánicos.

- Mouse  (Hispanoamérica)/Ratona (España): Su capacidad es la velocidad, que es denominada Mecani Veloz (Hispanoamérica)/Mecánica Veloz (España). Es un ratón amarillo, que es la más joven del grupo y corre sobre dos ruedas en vez de las patas traseras. Las páginas web de Halifax Film Company y Decode Entertainment la califican como una tomboy. Puede ir a gran velocidad, y se coloca en posición horizontal, con sus patas delanteras en el suelo, que también tienen ruedas en ellos, posiciona sus las orejas a un lado de la cabeza y extiende tubos de escape que la ayudan a impulsarse. Sus oídos actúan como antenas parabólicas para captar los sonidos. A veces se burla de Sasquatch/Pies Grandes cuando éste se convierte y se adapta a espacios reducidos que sus amigos no pueden entrar. Cuando se usa de su habilidad, su mejor amiga Unicornio/Unicornia se refiere a ella como veloz como un cohete. Cuando se transforma, se convierte en un cruce entre una motocicleta y un automóvil de carreras. Cuando las cosas son muy rápidas, dice 'Eres muy veloz, pero soy Mecani Veloz/Mecánica Veloz'.

- Sasquatch (Hispanoamérica)/Pies Grandes (España): Su capacidad es la elasticidad, que es denominada Mecani Elástico (Hispanoamérica)/Mecánico Elástico (España). Es un Pie Grande azul, que es el más alto de los Mecanimales/animales mecánicos y puede estirar cada uno de sus brazos o piernas a una longitud increíble. Cuando se estira hasta su longitud máxima de sus miembros son muy rígidos y no se doblan. En el episodio "La isla del babuino/La isla del globo babuino", se sabe que las peras de aire le hacen estornudar, y en este mismo episodio y "La isla del mecani esquí/La isla de las bolas esquiadoras mecánicas", tiene mucha ansiedad y le dan miedo las alturas. Él se ha referido a sí mismo muchas veces como "El Gran/Poderoso Sasquatch (Hispanoamérica)/El Poderoso Pies Grandes (España)". Es muy torpe e incómodo y frecuentemente termina por meterse en problemas. Siempre que intenta hacer algo mal, Komodo intenta advertirlo e impedirlo, pero acaba siendo aplastado por él, ya que este casi nunca le hace caso. Unicornio/Unicornia se refiere a él diciendo 'se estira como si fuera de goma (Hispanoamérica)/tan elástico como un gran mono de goma (España)'. Cuando Rex se usa de su habilidad, se refiere a él diciendo 'me encanta ver cómo/adoro verlo'. Piensa que cada vez es el momento de aplastar, pero eso no resuelve nada. Cuando necesitan una herramienta, dice '¡No! ¡Aquí no hay herramientas!'. Todos miran a su alrededor y se olvidan de que Komodo tiene la herramienta para el trabajo.

- Gran Búho (Hispanoamérica)/Lechuza de la Isla (España): Es un búho rojo que aparece sólo en el inicio de cada episodio, es la que les dice las misiones a los Mecanimales/animales mecánicos, mostrando las misiones de los personajes en su pantalla de vídeo, que funciona como un monitor de ordenador o un televisor. Es citada por Komodo cuando Sasquatch/Pies Grandes está a punto de hacer algo contra las reglas de la misión explicada por ella. En la versión japonesa de la serie, el mundo en que duerme es un huevo marrón en lugar de uno amarillo, en el cual nació siendo un búho japonés. Luego de la misión, regresa a su huevo y les dice misión cumplida a los Mecanimales/animales mecánicos.

## Reparto
| Personaje                              | Actor de doblaje original | Actor de doblaje en Hispanoamérica | Actor de doblaje en España |
| -------------------------------------- | ------------------------- | ---------------------------------- | -------------------------- |
| Rex                                    | Jim Fowler                | Carlos Vitale                      | Jesús Barreda              |
| Unicornio (LA) Unicornia (ES)          | Leah Ostry                | Annie Rojas                        | Blanca Hualde              |
| Komodo                                 | Shannon Lynch             | Jesús Hernández                    | Alejandro Méndez           |
| Mouse (LA) Ratona (ES)                 | Abigail Gordon            | Itzel Mendoza                      | Belen Rodriguez            |
| Sasquatch (LA) Pies Grandes (ES)       | Ian MacDougall            | Alí Rondón                         | Pedro Tena                 |
| Gran Búho (LA) Lechuza de la Isla (ES) | Lenore Zann               | Maythe Guedes                      | Inma Gallego               |

## Episodios
- Nota 1: Las palabras en negrita representan al objeto correcto que salió de la cola de Komodo.
- Nota 2: La palabra vuelo en cursiva aparece en los episodios en los que Unicornio/Unicornia usa su cuerno mágico.

### Temporada 1
1. El turbo-frijol (Latinoamérica)/Problemas con la turbo-judía (España)
- Misión: Plantar la traviesa turbo-judía.
- Habilidades usadas: fuerza (Rex), elasticidad (Pies Grandes), velocidad (Ratona) y vuelo (Unicornia)

2. La isla de los conejos (Latinoamérica)/La isla del conejo zumbón (España)
- Misión: Construir un boomer para los conejos.
- Habilidades usadas: artilugio (Komodo), vuelo (Unicornia) y elasticidad (Pies Grandes)
- Objetos que salieron de la cola de Komodo: martillo, llave inglesa, bocadillo y destornillador

3. Vacas en apuros (Latinoamérica)/La aventura de la vaca castillo (España)
- Misión: Ayudar a la vaca a llegar al prado de hierba.
- Habilidades usadas: elasticidad (Pies Grandes), fuerza (Rex) y velocidad (Ratona)

4. La ballena avión (Latinoamérica)/La isla del avión ballena (España)
- Misión: Construir una pista lo suficientemente larga para que la ballena-avión aterrice
- Habilidades usadas: fuerza (Rex), elasticidad (Pies Grandes), artilugio (Komodo) y vuelo (Unicornia)
- Objetos que salieron de la cola de Komodo: destornillador, sierra, calzoncillos y martillo
- Poder del cuerno mágico de Unicornia: iluminación de cuerno

5. Dinomontaña (Latinoamérica)/La isla de la montaña dinosaurio (España)
- Misión: Ayudar al dinosaurio a sacar una hoja que se atascó entre sus dientes y al botón que se atascó entre sus patas.
- Habilidades usadas: fuerza (Rex) y elasticidad (Pies Grandes)

6. La isla Quiquiriquí (Latinoamérica)/La isla del pájaro carbonero (España)
- Misión: Ayudar a que el huevo vuelva a su nido.
- Habilidades usadas: elasticidad (Pies Grandes), velocidad (Ratona) y fuerza (Rex)

7. La isla de los escarabajos (Latinoamérica)/La isla de los cochecitos escarabajo (España)
- Misión: Ayudar a que el atasco circule bien en la isla.
- Habilidades usadas: vuelo (Unicornia), fuerza (Rex) y velocidad (Ratona)

8. Pingüinos y más pingüinos (Latinoamérica)/Los pingüinos sorpresa (España)
- Misión: Construir un iglú más grande para los pingüinos.
- Habilidades usadas: artilugio (Komodo), fuerza (Rex) y vuelo (Unicornia)
- Objetos que salieron de la cola de Komodo: llave inglesa, destornillador, calzoncillos y sierra
- Poder del cuerno mágico de Unicornia: generación de hielo

9. Tiburones rompecabezas (Latinoamérica)/El puzzle de los tiburones rompecabezas (España)
- Misión: Armar el puzzle de los tiburones.
- Habilidades usadas: elasticidad (Pies Grandes), fuerza (Rex) y vuelo (Unicornia)

10. La isla de las campanas (Latinoamérica)/La isla de los robots campana (España)
- Misión: Hallar a los campana-bots extraviados.
- Habilidades usadas: artilugio (Komodo), fuerza (Rex) y vuelo (Unicornia)
- Objetos que salieron de la cola de Komodo: martillo, destornillador, osito de peluche y llave inglesa

11. El tren elefante (Latinoamérica/España)
- Misión: Mover los bloques de roca que bloquean los raíles del tren.
- Habilidades usadas: fuerza (Rex), elasticidad (Pies Grandes) y vuelo (Unicornia)

12. El gran juego de pinball (Latinoamérica)/La isla de la máquina de pinball (España)
- Misión: Completar el juego de pinball, llevando a cada pelota a su hoyo.
- Habilidades usadas: fuerza (Rex), elasticidad (Pies Grandes) y velocidad (Ratona)

13. La isla de las jirafi-grúas (Latinoamérica)/La isla de las grúas jirafa (España)
- Misión: Hallar más troncos mecánicos.
- Habilidades usadas: artilugio (Komodo), elasticidad (Pies Grandes) y fuerza (Rex)
- Objetos que salieron de la cola de Komodo: martillo, llave inglesa, sombrero y sierra

14. La isla de los peces voladores (Latinoamérica)/La isla de los peces brillantes voladores (España)
- Misión: Hallar la burbuja de energía faltante.
- Habilidades usadas: velocidad (Ratona), artilugio (Komodo) y vuelo (Unicornia)
- Objetos que salieron de la cola de Komodo: martillo, sierra, osito de peluche y llave inglesa
- Poder del cuerno mágico de Unicornia: generación de viento

15. A paso de caracol (Latinoamérica)/Carrera de caracoles (España)
- Misión: Divertirse en la carrera de caracoles.
- Habilidades usadas: velocidad (Ratona), fuerza (Rex) y artilugio (Komodo).
- Objetos que salieron de la cola de Komodo: sierra, martillo, patito de goma y destornillador.

16. La isla de los murciélagos (Latinoamérica)/La isla de los murciélagos mecánicos (España)
- Misión: Agrandar la cueva de los murciélagos.
- Habilidades usadas: artilugio (Komodo), fuerza (Rex) y vuelo (Unicornia)
- Objetos que salieron de la cola de Komodo: llave, martillo, calcetín y pico
- Poder del cuerno mágico de Unicornia: iluminación de cuerno

17. La isla de los hipo-deslizadores (Latinoamérica)/La isla de los aerodeslizadores hipopótamo (España)
- Misión: Cambiar los gastados parachoques.
- Habilidades usadas: velocidad (Ratona), vuelo (Unicornia) y artilugio (Komodo)
- Objetos que salieron de la cola de Komodo: destornillador, martillo, cacahuete y llave inglesa

18. La isla del volcán de globos (Latinoamérica)/La isla del volcán globo (España)
- Misión: Evitar que los globos exploten.
- Habilidades usadas: velocidad (Ratona), vuelo (Unicornia) y artilugio (Komodo)
- Objetos que salieron de la cola de Komodo: destornillador, martillo, patito de goma y tijera
- Poder del cuerno mágico de Unicornia: generación de viento.

19. La isla de las mecani-libélulas (Latinoamérica)/La isla de las libélulas mecánicas (España)
- Misión: Ayudar a la accidentada libélula y hacer que vuelva a volar.
- Habilidades usadas: artilugio (Komodo), fuerza (Rex) y vuelo (Unicornia).
- Objetos que salieron de la cola de Komodo: llave inglesa, martillo, bocadillo y sierra.
- Poder del cuerno mágico de Unicornia: generación de viento

20. La isla de la mecani-lora (Latinoamérica)/La isla del loro mecánico (España)
- Misión: Hacer que el loro cante su bonita canción.
- Habilidades usadas: vuelo (Unicornia), artilugio (Komodo) y velocidad (Ratona).
- Objetos que salieron de la cola de Komodo: martillo, sierra, patito de goma y destornillador
- Poderes del cuerno mágico de Unicornia: generación de viento y generación de lluvia

Total de veces:
- Rex - 15
- Unicornio - 14
- Komodo - 12
- Mouse - 10
- Sasquatch - 10

### Temporada 2
21. La isla de la mecani-montaña rusa (Latinoamérica)/La isla de la montaña rusa cobra (España)
- Misión: Hacer que la montaña rusa cobra vuelva a funcionar bien.
- Habilidades usadas: elasticidad (Pies Grandes), vuelo (Unicornia) y velocidad (Ratona)

22. La isla de los mecani-pandas (Latinoamérica)/La isla de los pandas sorpresa (España)
- Misión: Hallar bambú para los pandas.
- Habilidades usadas: fuerza (Rex), vuelo (Unicornia) y artilugio (Komodo)
- Objetos que salieron de la cola de Komodo: llave inglesa, martillo, calzoncillos y pala

23. El reloj cucú (Latinoamérica)/La isla del reloj de cuco mecánico (España)
- Misión: Hacer que el reloj de cuco vuelva a funcionar.
- Habilidades usadas: artilugio (Komodo), vuelo (Unicornia) y elasticidad (Pies Grandes)
- Objetos que salieron de la cola de Komodo: martillo, sierra, supergafas y destornillador

24. La isla del mecani-reciclador (Latinoamérica)/La isla del triturador de basura (España)
- Misión: Descubrir por qué el castor no recicla, y ayudarlo a que vuelva a reciclar.
- Habilidades usadas: vuelo (Unicornia), fuerza (Rex) y artilugio (Komodo).
- Objetos que salieron de la cola de Komodo: martillo, pala, mano de espuma y rodillo cortante

25. La isla de los mecani-osos (Latinoamérica)/La isla de los osos bailarines mecánicos (España)
- Misión: La agradable música de los osos fue reemplazada por desagradable música. La misión es reemplazarla por la agradable otra vez.
- Habilidades usadas: fuerza (Rex), vuelo (Unicornia) y artilugio (Komodo)
- Objetos que salieron de la cola de Komodo: martillo, llave inglesa, calzoncillos y diapasón

26. La máquina de nubes (Latinoamérica)/La máquina de nubes esponjosas (España)
- Misión: Arreglar la fábrica de nubes, y hacer que las nubes vuelvan a volar.
- Habilidades usadas: artilugio (Komodo), elasticidad (Pies Grandes) y vuelo (Unicornia)
- Objetos que salieron de la cola de Komodo: sierra, tijeras, girasol y segata
- Poder del cuerno mágico de Unicornia: generación de viento

27. La isla del babuino (Latinoamérica)/La isla del globo babuino (España)
- Misión: Hallar más peras de aire, para el babuino y hacer que vuelva a flotar.
- Habilidades usadas: fuerza (Rex), elasticidad (Pies Grandes) y vuelo (Unicornia)
- Poder del cuerno mágico de Unicornia: generación de viento

28. La isla del mecani-combinador (Latinoamérica)/La isla del emparejador mecánico (España)
- Misión: Que el combinador vuelva a formar cosas que son parejas.
- Habilidades usadas: vuelo (Unicornia), velocidad (Ratona) y elasticidad (Pies Grandes)

29. La isla del mecani-esquí (Latinoamérica)/La isla de las bolas esquiadoras mecánicas (España)
- Misión: Reparar la pista de esquí para que las bolas puedan esquiar.
- Habilidades usadas: fuerza (Rex), artilugio (Komodo) y elasticidad (Pies Grandes)
- Objetos que salieron de la cola de Komodo: sierra, llave inglesa, pompero y cola elástica

30. La isla de los mecani-botes (Latinoamérica)/La isla de los patobotes (España) 
- Misión: Arreglar el faro para ayudar a los botes.
- Habilidades usadas: vuelo (Unicornia), elasticidad (Pies Grandes) y fuerza (Rex)
- Poder del cuerno mágico de Unicornia: generación de hielo

31. La isla de la mecani-reina (Latinoamérica)/La isla de la reina de los deseos (España)
- Misión: ayudar a la reina a que vuelva a brillar en el cielo nocturno.
- Habilidades usadas: fuerza (Rex), artilugio (Komodo) y vuelo (Unicornia)
- Objetos que salieron de la cola de Komodo: llave inglesa, martillo, corneta de fiesta y rasera
- Poder del cuerno mágico de Unicornia: iluminación de cuerno

32. La isla de los mecani-búhos de nieve (Latinoamérica)/La isla de los búhos de nieve mecánicos (España)
- Misión: Con el adelanto de la primavera, asegurarse de que nada se derrita.
- Habilidades usadas: vuelo (Unicornia), fuerza (Rex), artilugio (Komodo) y elasticidad (Pies Grandes)
- Objetos que salieron de la cola de Komodo: llave inglesa, destornillador, bocadillo y pico
- Poder del cuerno mágico de Unicornia: generación de hielo

33. La isla de la mecani-carrera (Latinoamérica)/La isla de los aviones mecánicos (España)
- Misión: Reparar el corredor azul para que vuelva a correr.
- Habilidades usadas: elasticidad (Pies Grandes), artilugio (Komodo) y vuelo (Unicornia)
- Objetos que salieron de la cola de Komodo: sierra, llave inglesa, calzoncillo y cepillo de dientes

34. La isla de los mecani-canguros (Latitnoamérica)/La pelota de los canguros mecánicos (España)
- Misión: Reparar una cama elástica rota para que los canguros vuelvan a jugar baloncesto.
- Habilidades usadas: artilugio (Komodo), fuerza (Rex) y velocidad (Ratona)
- Objetos que salieron de la cola de Komodo: destornillador, martillo, gafas locas y tijeras

35. La isla de los mecani-tulipanes (Latinoamérica)/La isla de los tulipanes mecánicos (España)
- Misión: Convencer a las abejas holgazanas a terminar su trabajo de manera más divertida.
- Habilidades usadas: vuelo (Unicornia) y artilugio (Komodo).
- Objetos que salieron de la cola de Komodo: llave inglesa, martillo, calzoncillo y destornillador

36. La isla del mecani-patinaje (Latinoamérica)/La isla del parque de patinaje mecánico (España)
- Misión: Evitar que los mapaches se resbalen.
- Habilidades usadas: vuelo (Unicornia), fuerza (Rex) y velocidad (Ratona)
- Poder del cuerno mágico de Unicornia: generación de viento

37. La isla del mecani-toro (Latinoamérica)/La isla del rancho robot (España)
- Misión: Llevar al toro a la valla.
- Habilidades usadas: vuelo (Unicornia), velocidad (Ratona) y fuerza (Rex)

38. La isla de las mecani-tortugas (Latinoamérica)/La isla de las tortugas mecánicas (España) 
- Misión: Es el cumpleaños de la tortuga, pero lastimosamente está muy lejos de su fiesta y no llegará a tiempo. La misión es asegurarse de que llegue a tiempo a su fiesta.
- Habilidades usadas: artilugio (Komodo), fuerza (Rex) y elasticidad (Pies Grandes)
- Objetos que salieron de la cola de Komodo: destornillador, catalejo, casco de bombero y sierra

39. La isla de la mecani-rocola (Latinoamérica)/La isla de la máquina de discos mecánica (España)
- Misión: Que la máquina de discos vuelva a funcionar.
- Habilidades usadas: velocidad (Ratona), elasticidad (Pies Grandes) y artilugio (Komodo)
- Objetos que salieron de la cola de Komodo: destornillador, sierra, calzoncillo y llave inglesa

40. La isla del mecani-circo (Latinoamérica)/La isla del circo mecánico (España)
- Misión: Arreglar el tren del circo.
- Habilidades usadas: artilugio (Komodo), vuelo (Unicornia) y velocidad (Ratona)
- Objetos que salieron de la cola de Komodo: llave inglesa, sierra, piruleta y aceitera

Total de veces:
- Rex - 12
- Unicornio - 16
- Komodo - 14
- Mouse - 7
- Sasquatch - 11

### Temporada 3
41. La isla de las mecani-palomas mensajeras (Latinoamérica)/La isla de las palomas repartidoras mecánicas (España)
- Misión: Sacar los montones de bloques de los paquetes.
- Habilidades usadas: artilugio (Komodo), velocidad (Ratona) y fuerza (Rex)
- Objetos que salieron de la cola de Komodo: martillo, destornillador, patito de goma y llave inglesa

42. La isla de los mecani-pollos saltarines (Latinoamérica)/La isla de los pollitos brincadores mecánicos (España)
- Misión: arreglar el resorte de los pollitos.
- Habilidades usadas: artilugio (Komodo), elasticidad (Pies Grandes) y vuelo (Unicornia)
- Objetos que salieron de la cola de Komodo: sierra, tijeras, girasol y destornillador

43. El desfile de las mecani-hormigas (Latinoamérica)/La isla de las hormigas Majorette (España)
- Misión: averiguar que está desbaratando el desfile de las hormigas
- Habilidades usadas: velocidad (Ratona), fuerza (Rex) y elasticidad (Pies Grandes)

44. La isla de los oso-tractores (Latinoamérica)/La isla de los osos cavadores mecánicos (España)
- Misión: hallar a la mamá Osa.
- Habilidades usadas: fuerza (Rex), vuelo (Unicornia) y elasticidad (Pies Grandes)
- Poder del cuerno mágico de Unicornia: derretimiento de nieve

45. La isla del mecani-búfalo bus (Latinoamérica)/La isla del autobús búfalo mecánico (España)
- Misión: subir a las ardillas al autobús.
- Habilidades usadas: elasticidad (Pies Grandes), vuelo (Unicornia) y artilugio (Komodo)
- Objetos que salieron de la cola de Komodo: raqueta, tijeras, mano de espuma y llave

46. La isla de los mecani-meteoros (Latinoamérica)/La isla de los meteoritos mecánicos (España)
- Misión: arreglar el telescopio estropeado.
- Habilidades usadas: fuerza (Rex), artilugio (Komodo) y elasticidad (Pies Grandes)
- Objetos que salieron de la cola de Komodo: destornillador, sierra, piruleta y raqueta

47. La isla de los mecani-monos (Latinoamérica)/La isla de los monos mecánicos (España)
- Misión: llevar el plátano hasta lo alto de la montaña.
- Habilidades usadas: fuerza (Rex), vuelo (Unicornia) y elasticidad (Pies Grandes)
- Poder del cuerno mágico de Unicornia: generación de viento

48. La isla de la mecani-ave (Latinoamérica)/La isla de los frailecillos mecánicos (España)
- Misión: divertir en la carrera de obstáculos.
- Habilidades usadas: elasticidad (Pies Grandes), velocidad (Ratona) y vuelo (Unicornia)
- Poderes del cuerno mágico de Unicornia: generación de viento y generación de lluvia

49. La isla de los mecanitopos (Latinoamérica)/La isla de los topos mineros mecánicos (España)
- Misión: averiguar quién está robando el oro y recuperarlo.
- Habilidades usadas: vuelo (Unicornia), velocidad (Ratona), artilugio (Komodo)
- Objetos que salieron de la cola de Komodo: martillo, sierra, patito de goma y cola elástica

50. La isla de los robots parlanchines (Latinoamérica)/La isla de los robots parlantes (España)
- Misión: ayudar a los robots a recuperar la energía.
- Habilidades usadas: velocidad (Ratona), elasticidad (Pies Grandes) y vuelo (Unicornia)
- Poder del cuerno mágico de Unicornia: generación de viento

51. La isla de los mecani-tigres caballeros (Latinoamérica)/La isla del caballero tigre (España)
- Misión: superar tres pruebas y entregar la esmeralda al capitán de los caballeros.
- Habilidades usadas: fuerza (Rex), artilugio (Komodo) y elasticidad (Pies Grandes)
- Objetos que salieron de la cola de Komodo: mazo, batidor, trombón y aceitera

52. La isla de los mecani-cohetes (Latinoamérica)/La isla del cohete halcón mecánico (España)
- Misión: encontrar a la grúa jirafa y ayudar a cargar al cohete halcón.
- Habilidades usadas: elasticidad (Pies Grandes), artilugio (Komodo) y velocidad (Ratona)
- Objetos que salieron de la cola de Komodo: sierra, cola elástica, patito de goma y llave inglesa

53. El pastel de los mecani-koalas (Latinoamérica)/El día de la tarta de los koalas mecánicos (España)
- Misión: conseguir que el catamarán vuelva a ponerse en movimiento para que todos los koalas se coman la tarta juntos.
- Habilidades usadas: vuelo (Unicornia), elasticidad (Pies Grandes) y artilugio (Komodo).
- Objetos que salieron de la cola de Komodo: sierra, cola elástica, patito de goma y llave inglesa
- Poder del cuerno mágico de Unicornia: generación de hielo

54. La isla de los mecani-loros pintores (Latinoamérica)/La isla de los loros pintores mecánicos (España)
- Misión: encontrar la jungla de los loros y conseguir pintura
- Habilidades usadas: velocidad (Ratona), elasticidad (Pies Grandes) y vuelo (Unicornia)
- Poder del cuerno mágico de Unicornia: generación de viento

55. La isla del mecani-espinosaurio (Latinoamérica)/La isla del tacosaurio mecánico (España)
- Misión: proteger a los cerditos de los tacos.
- Habilidades usadas: fuerza (Rex), vuelo (Unicornia) y velocidad (Ratona).
- Poder del cuerno mágico de Unicornia: generación de viento

56. La isla de las mecani-arañas acuáticas (Latinoamérica)/La isla de las arañas marinas mecánicas (España)
- Misión: ayudar a las arañas a regresar a la bahía.
- Habilidades usadas: fuerza (Rex), elasticidad (Pies Grandes) y vuelo (Unicornia)
- Poder del cuerno mágico de Unicornia: generación de viento

57. La isla de las mecani-ovejas heladas (Latinoamérica)/La isla de las ovejas esquiadoras mecánicas (España)
- Misión: encontrar al perro pastor para que ayude a las ovejas a esquiar.
- Habilidades usadas: fuerza (Rex), artilugio (Komodo) y vuelo (Unicornia)
- Objetos que salieron de la cola de Komodo: martillo, patito de goma y destornillador
- Poderes del cuerno mágico de Unicornia: derretimiento de nieve y generación de nieve

58. La isla del mecani-globosaurio (Latinoamérica)/La isla del globosaurio mecánico (España)
- Misión: salvar los globos que vuelan por el aire.
- Habilidades usadas: fuerza (Rex), artilugio (Komodo) y vuelo (Unicornia)
- Objetos que salieron de la cola de Komodo: sierra, martillo, piruleta y llave inglesa
- Poder del cuerno mágico de Unicornia: generación de viento

59. La isla de los mecani-conejos (Latinoamérica)/La isla de los conejos de carreras mecánicos (España)
- Misión: asegurarse de que los conejos corran limpiamente.
- Habilidades usadas: elasticidad (Pies Grandes), velocidad (Ratona) y vuelo (Unicornia)

60. La isla de las mecani-ardillas (Latinoamérica)/La isla de las ardillas mecánicas del sirope de arce (España)
- Misión: impedir que el alce se coma toda la savia.
- Habilidades usadas: elasticidad (Pies Grandes), velocidad (Ratona) y artilugio (Komodo)
- Objetos que salieron de la cola de Komodo: martillo, cola elástica, girasol y sierra

61. La isla de los mecani-pavos (Latinoamérica)/La isla de los pavos trotones mecánicos (España)
- Misión: averiguar qué cosa está perdiendo el equilibrio de los pavos.
- Habilidades usadas: vuelo (Unicornia), fuerza (Rex) y velocidad (Ratona)
- Poderes del cuerno mágico de Unicornia: generación de viento y generación de lluvia

62. La isla de los mecani-rinocerontes (Latinoamérica)/La isla del lanzamiento de anillas de los rinocerontes mecánicos (España)
- Misión: Arreglar las anillas para que los rinocerontes puedan jugar.
- Habilidades usadas: artilugio (Komodo), velocidad (Ratona) y vuelo (Unicornia)
- Objetos que salieron de la cola de Komodo: tijeras, sierra, cepillo de dientes y aceitera

63. La isla del mecani-gato (Latinoamérica)/La isla del gato copiador mecánico (España)
- Misión: Reparar el gato copiador.
- Habilidades usadas: fuerza (Rex), vuelo (Unicornia), artilugio (Komodo).
- Objetos que salieron de la cola de Komodo: llave inglesa, cola elástica, peluche y pluma
- Poderes del cuerno mágico de Unicornia: generación de viento y generación de lluvia

64. La isla de las mecani-luciérnagas (Latinoamérica)/La isla de las luciérnagas de los fuegos artificiales (España)
- Misión: averiguar que causa la niebla.
- Habilidades usadas: velocidad (Ratona), elasticidad (Pies Grandes) y vuelo (Unicornia)
- Poder del cuerno mágico de Unicornia: generación de viento

65. La isla del mecani-batido de coco (Latinoamérica)/La isla de los cocos mecánicos (España)
- Misión: Encontrar a los camellos mecánicos para que les den cocos.
- Habilidades usadas: artilugio (Komodo), vuelo (Unicornia) y fuerza (Rex)
- Objetos que salieron de la cola de Komodo: sierra, tijeras, velero y taladro
- Poder del cuerno mágico de Unicornia: generación de hielo

66. La isla del mecani-cangrejo perdido (Latinoamérica)/La isla de las ranas arbóreas mecánicas (España)
- Misión: encontrar al cangrejo y mantener la casa limpia.
- Habilidades usadas: elasticidad (Pies Grandes), fuerza (Rex) y artilugio (Komodo)
- Objetos que salieron de la cola de Komodo: martillo, taladro, tetera y sierra

67. La isla de los mecani-peces (Latinoamérica)/La isla de las telecarpas mecánicas (España)
- Misión: reparar el teleférico roto.
- Habilidades usadas: artilugio (Komodo), fuerza (Rex) y elasticidad (Pies Grandes)
- Objetos que salieron de la cola de Komodo: martillo, destornillador, piñata y llave inglesa

68. La isla de las mecani-almejas (Latinoamérica)/La isla de las almejas mecánicas de los castillos de arena (España)
- Misión: Competir en la competición de construcción de castillos.
- Habilidades usadas: fuerza (Rex), artilugio (Komodo) y elasticidad (Pies Grandes)
- Objetos que salieron de la cola de Komodo: llave inglesa, aceitera, patito de goma y cuchillo

69. La isla de los mecani-tucanes (Latinoamérica)/La isla del tesoro de los tucanes mecánicos (España)
- Misión: Encontrar el tesoro de los tucanes.
- Habilidades usadas: elasticidad (Pies Grandes), artilugio (Komodo) y vuelo (Unicornia)
- Objetos que salieron de la cola de Komodo: martillo, tijeras, patito de goma y cola elástica

70. La isla del mecani-hámster perdido (Latinoamérica)/La isla de los hámsteres del juego del escondite (España)
- Misión: Encontrar al hámster perdido.
- Habilidades usadas: velocidad (Ratona), artilugio (Komodo), elasticidad (Pies Grandes)
- Objetos que salieron de la cola de Komodo: rasera, taladro, girasol y llave inglesa

71. La isla de las mecani-tuzas (Latinoamérica)/La isla de las ardillas minigolfistas mecánicas (España)
- Misión: Hacer que las ardillas ganen el concurso.
- Habilidades usadas: elasticidad (Pies Grandes), artilugio (Komodo) y velocidad (Ratona)
- Objetos que salieron de la cola de Komodo: sierra, cepillo de dientes, calzoncillos y destornillador

72. La isla de los mecani-búhos (Latinoamérica)/La isla de las lechuzas papirofléxicas mecánicas (España)
- Misión: Evitar que se gaste todo el papel.
- Habilidades usadas usadas: fuerza (Rex), vuelo (Unicornia) y artilugio (Komodo)
- Objetos que salieron de la cola de Komodo: martillo, aceitera, cacahuete y sierra
- Poderes del cuerno mágico de Unicornia: generación de viento y generación de lluvia

73. La isla del rey mecani-grillo (Latinoamérica)/La isla del rey grillo mecánico (España)
- Misión: hacer subir a los grillos para que el rey los corone.
- Habilidades usadas: elasticidad (Pies Grandes), artilugio (Komodo) y velocidad (Ratona)
- Objetos que salieron de la cola de Komodo: destornillador, cepillo de dientes, piruleta y aceitera

Total de veces:
- Rex - 16
- Unicornio - 21
- Komodo - 23
- Mouse - 16
- Sasquatch - 24

Total de veces utilizadas en toda la serie: 
- Rex - 43
- Unicornio - 51
- Komodo - 49
- Mouse - 33
- Sasquatch - 45